# Ajalvir
Ajalvir é um município da Espanha
na província e comunidade autónoma de Madrid, de área 19,65 km² com população de 2925 habitantes (2004) e densidade populacional de 148,85 hab/km².

## Demografia
| Variação demográfica do município entre 1991 e 2004 | Variação demográfica do município entre 1991 e 2004 | Variação demográfica do município entre 1991 e 2004 | Variação demográfica do município entre 1991 e 2004 |
| --------------------------------------------------- | --------------------------------------------------- | --------------------------------------------------- | --------------------------------------------------- |
| 1991                                                | 1996                                                | 2001                                                | 2004                                                |
| 1309                                                | 1622                                                | 2479                                                | 2925                                                |